# Église Saint-Germain-d'Auxerre de Poinçon-lès-Larrey
Pour les articles homonymes, voir Église Saint-Germain-d’Auxerre.
L’église Saint-Germain-d'Auxerre est une église catholique située à Poinçon-lès-Larrey dans le département de la Côte-d'Or, en France.

## Localisation
L'église est située dans le département français de la Côte-d'Or, sur la commune de Poinçon-lès-Larrey. Originellement église de Larrey, elle se trouve en hauteur sur le coteau à l’écart de ce village, plus proche de celui-ci que de Poinçon.
.

## Historique
La construction de l'église, qui a été un lieu de pèlerinage et de nombreux miracles, remonte à la première moitié du XVIe siècle, le chœur étant notamment daté de 1543. Elle est restaurée au XIXe siècle et en 1944, à la suite de la destruction de l'auvent du porche. 
Ce n’est qu'en novembre 1977 que la commune de Poinçon-lès-Larrey achète l’église Saint-Germain à Larrey. Sa chapelle menaçant ruine, Poinçon ne possédait alors plus de lieu de culte alors que Larrey devait en gérer deux.

## Description

### Extérieur
Eglise orientée de plan basilical à trois nefs (raccourcies en 1944) en croisées d'ogive et chevet polygonal doté de contreforts et percé de larges baies dont deux sont obturées. À l'ouest le vaste pignon triangulaire ponctué de puissants contreforts s'ouvre  sur une grande esplanade par un porche relativement modeste. Le lourd clocher carré est à la croisée du double transept. 

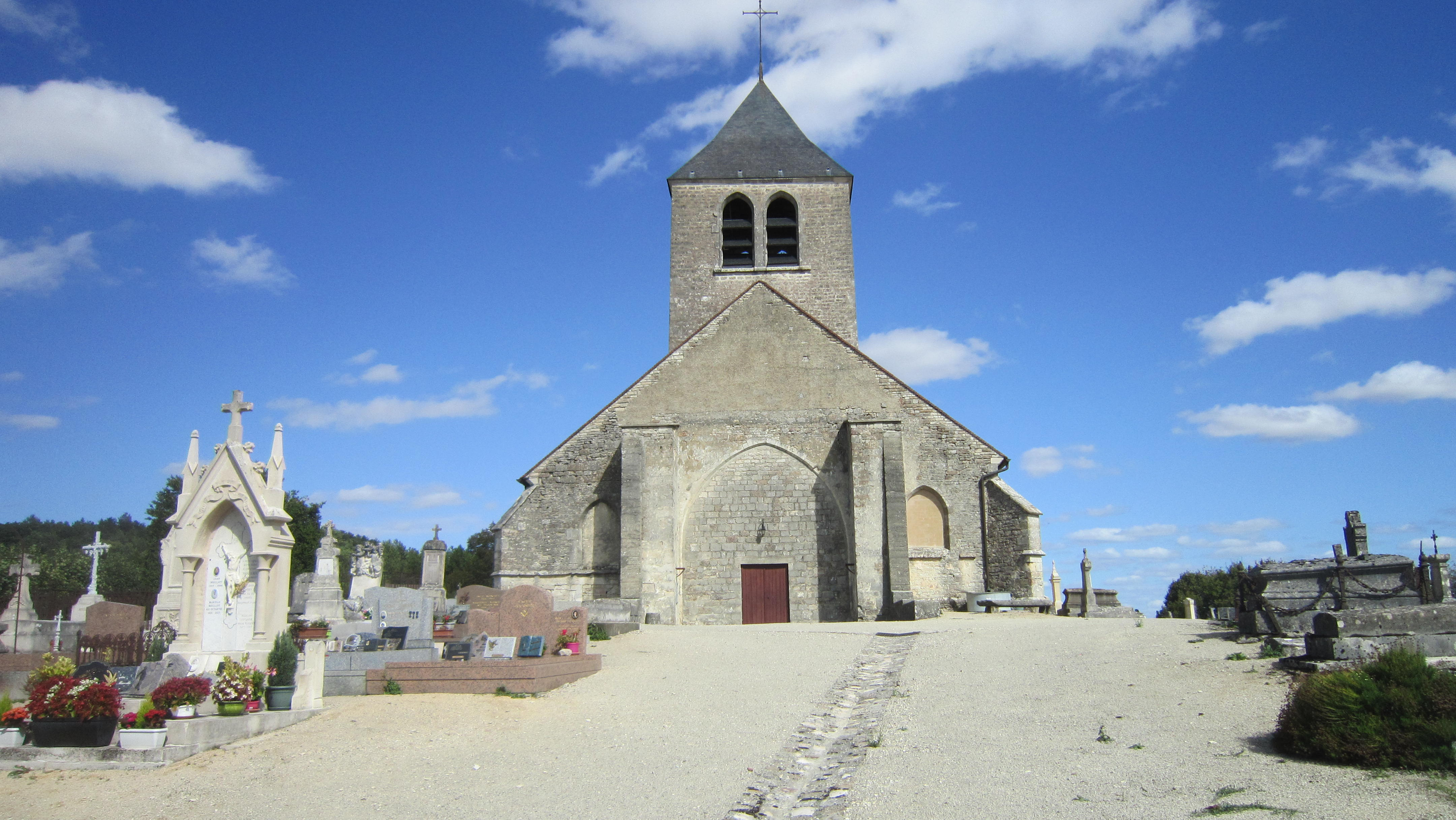
ouest
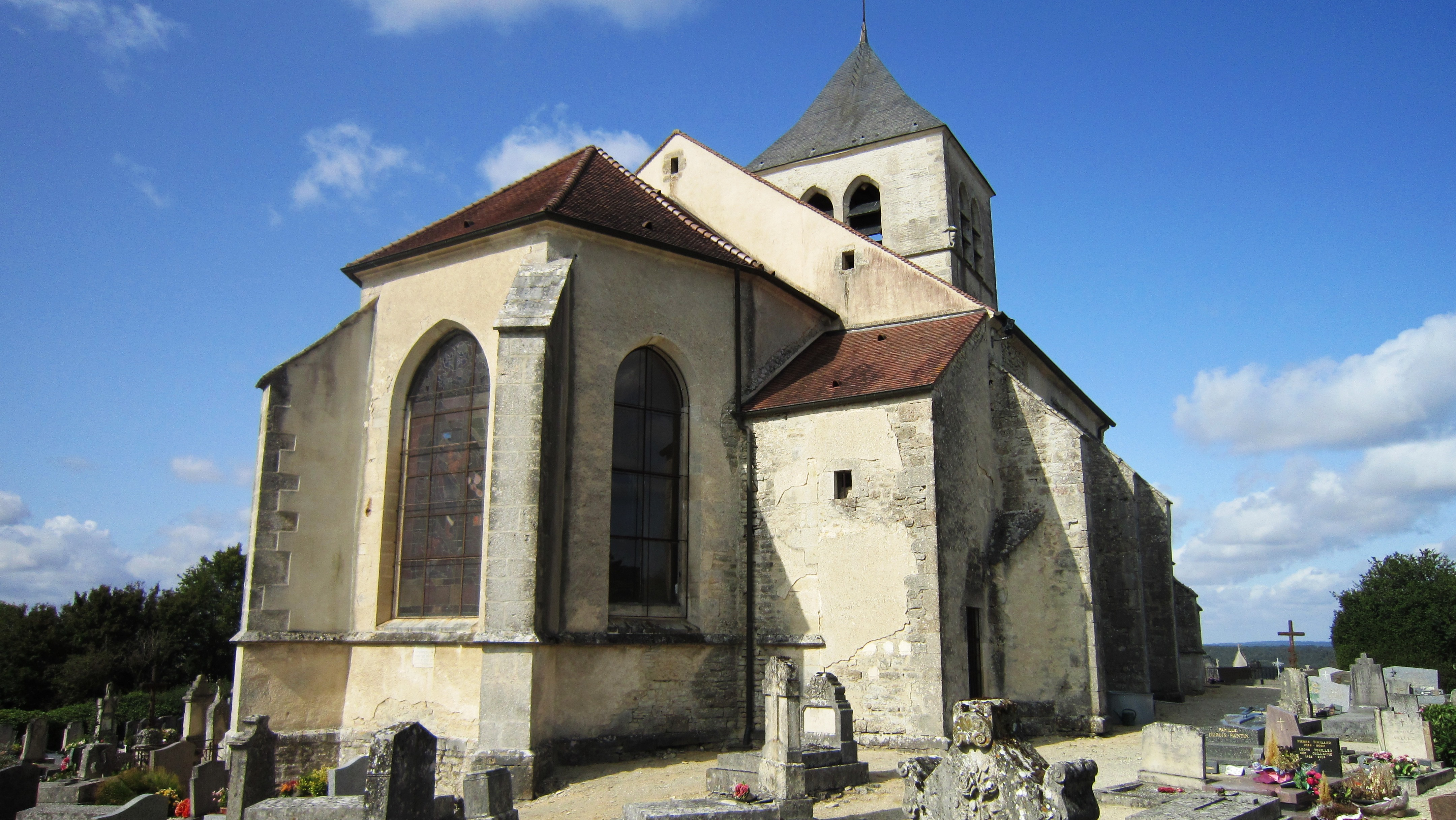
est

### Intérieur

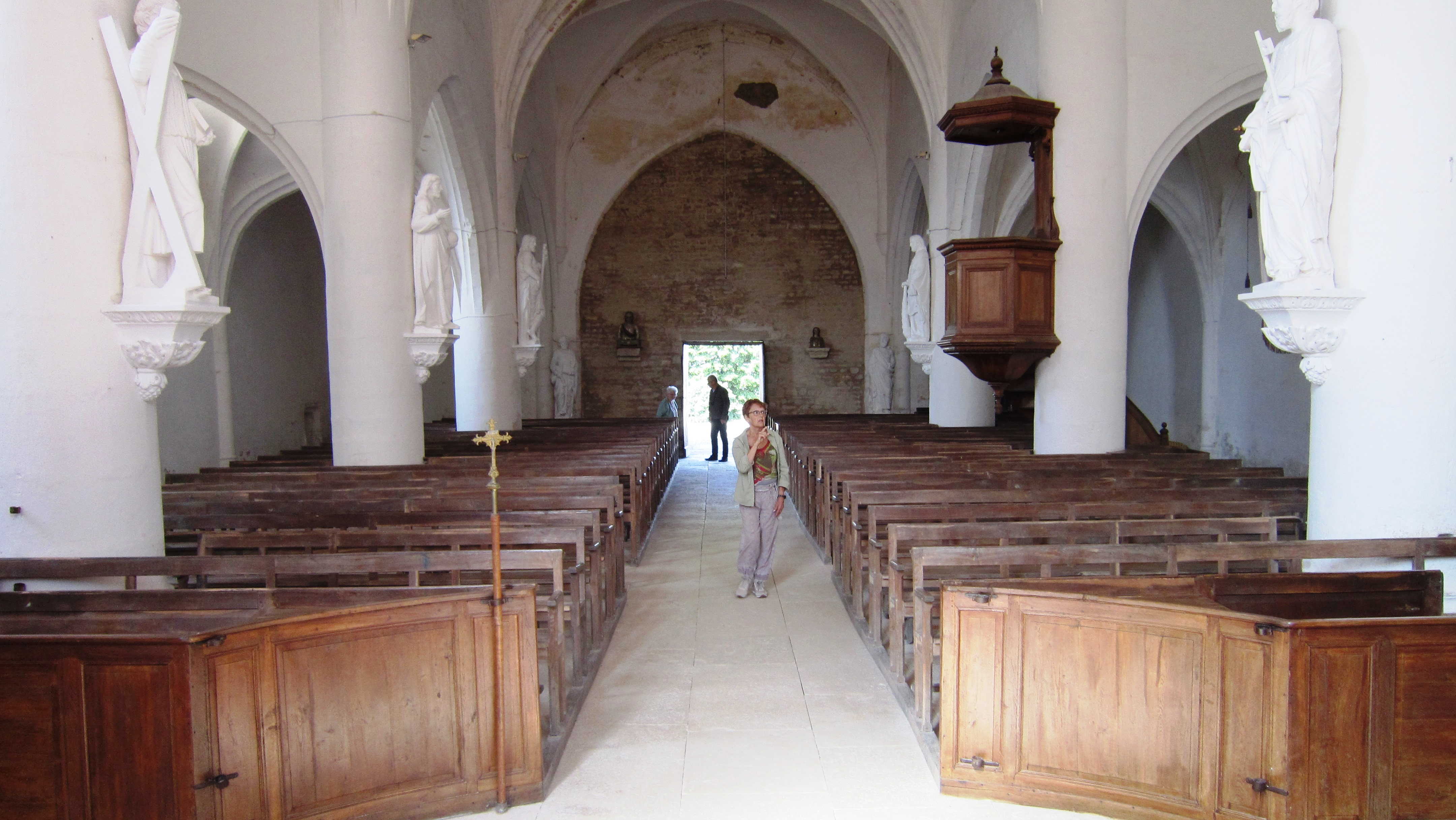
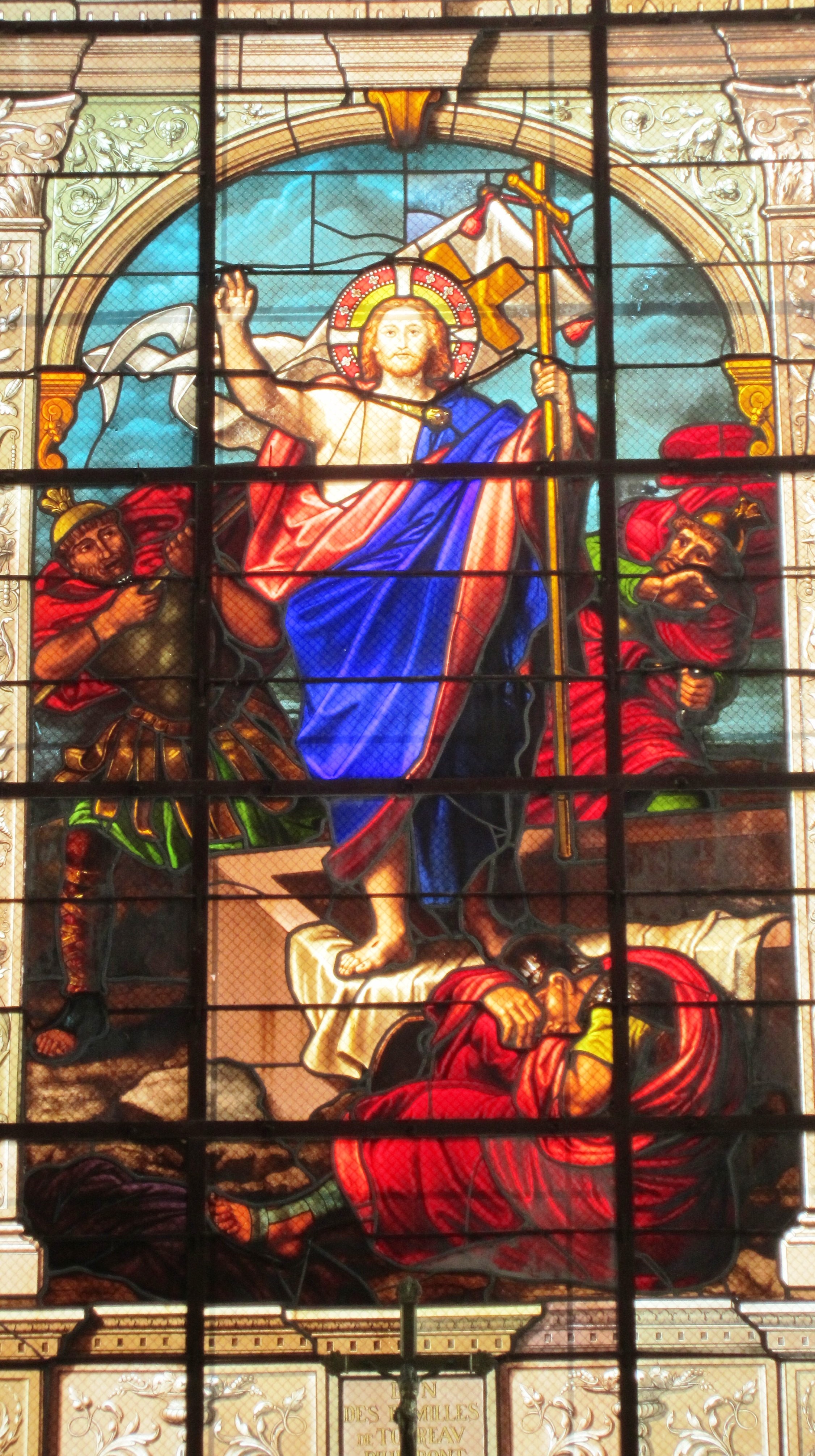
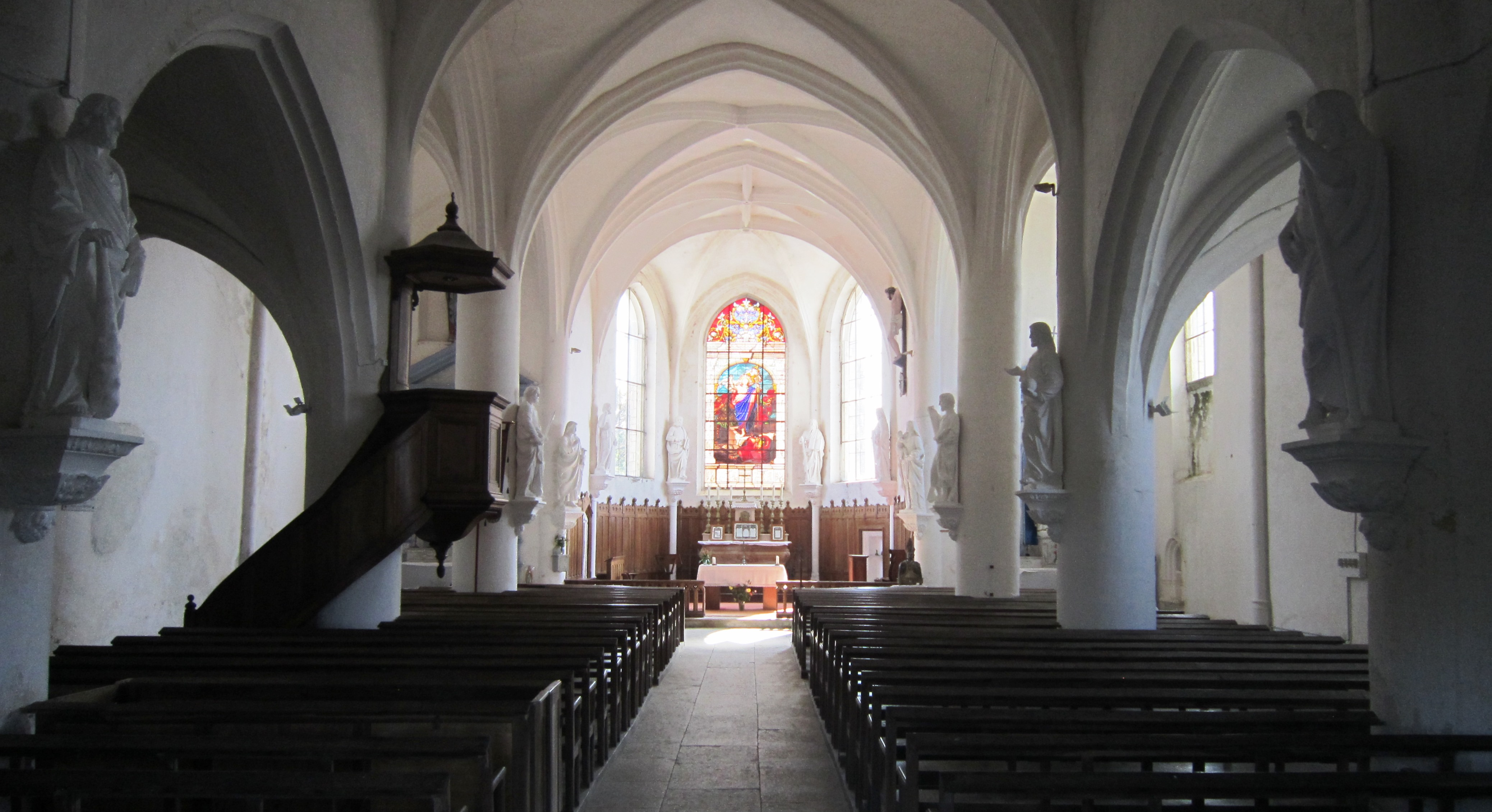

## Mobilier
Outre le mobilier liturgique des XVIIIe et XIXe siècles (3 autels, retables, tabernacles, chaire, bénitier) sont également inscrits à l’inventaire général des monuments de France :
- une statue de la Vierge à l’enfant du XIVe,
- un tableau de saint Nicolas du XVIIe,
- 13 remarquables statues de pierre calcaire grandeur nature du XVIIe : Jésus Christ, Vierge à l'Enfant, dix apôtres et saint Paul. Selon le chanoine Marilier, elles proviendraient du château de Frôlois, selon André Guillaume de celui de Larrey[6]
- 2 bustes reliquaires du XVIIIe.

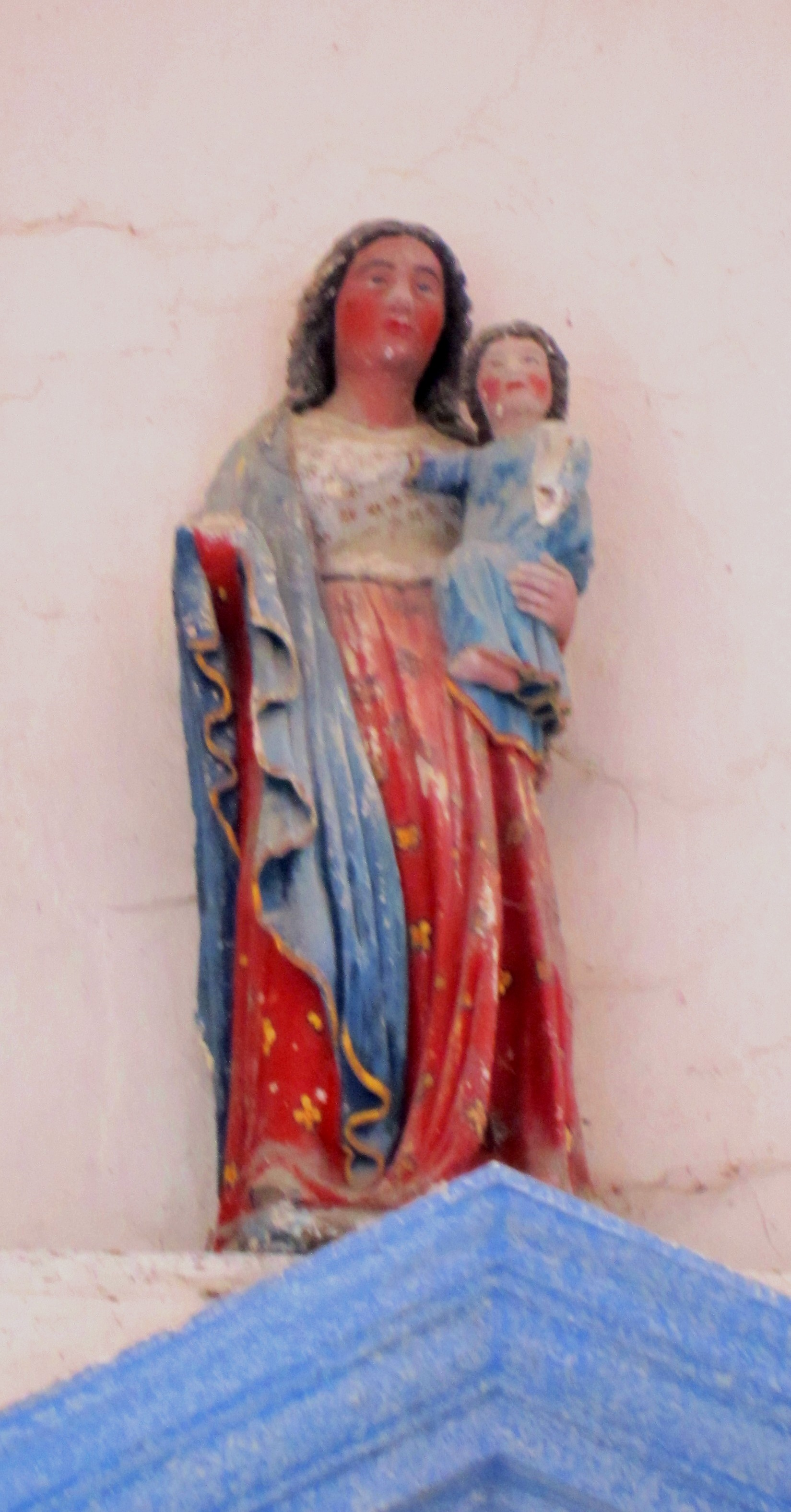
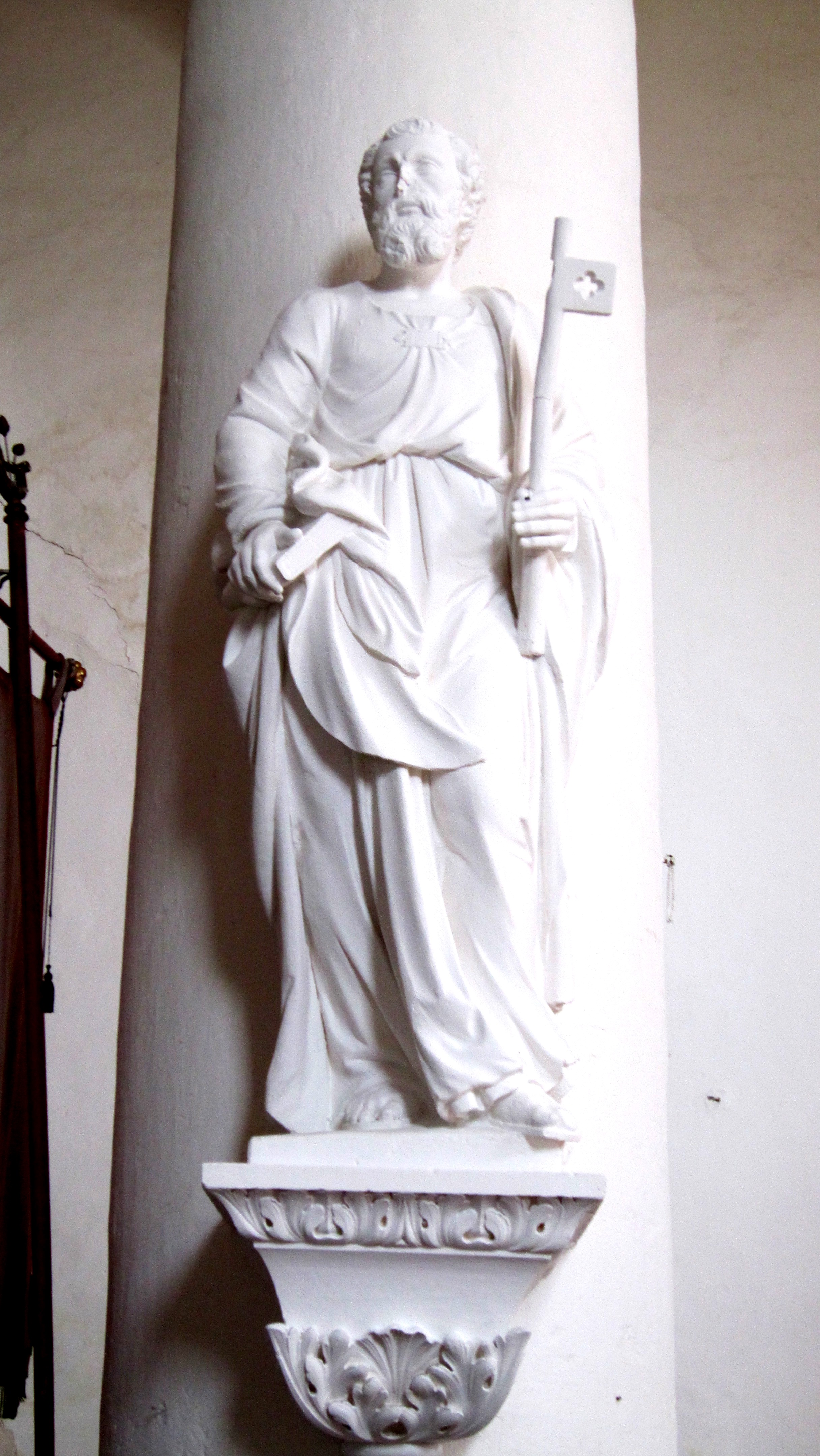
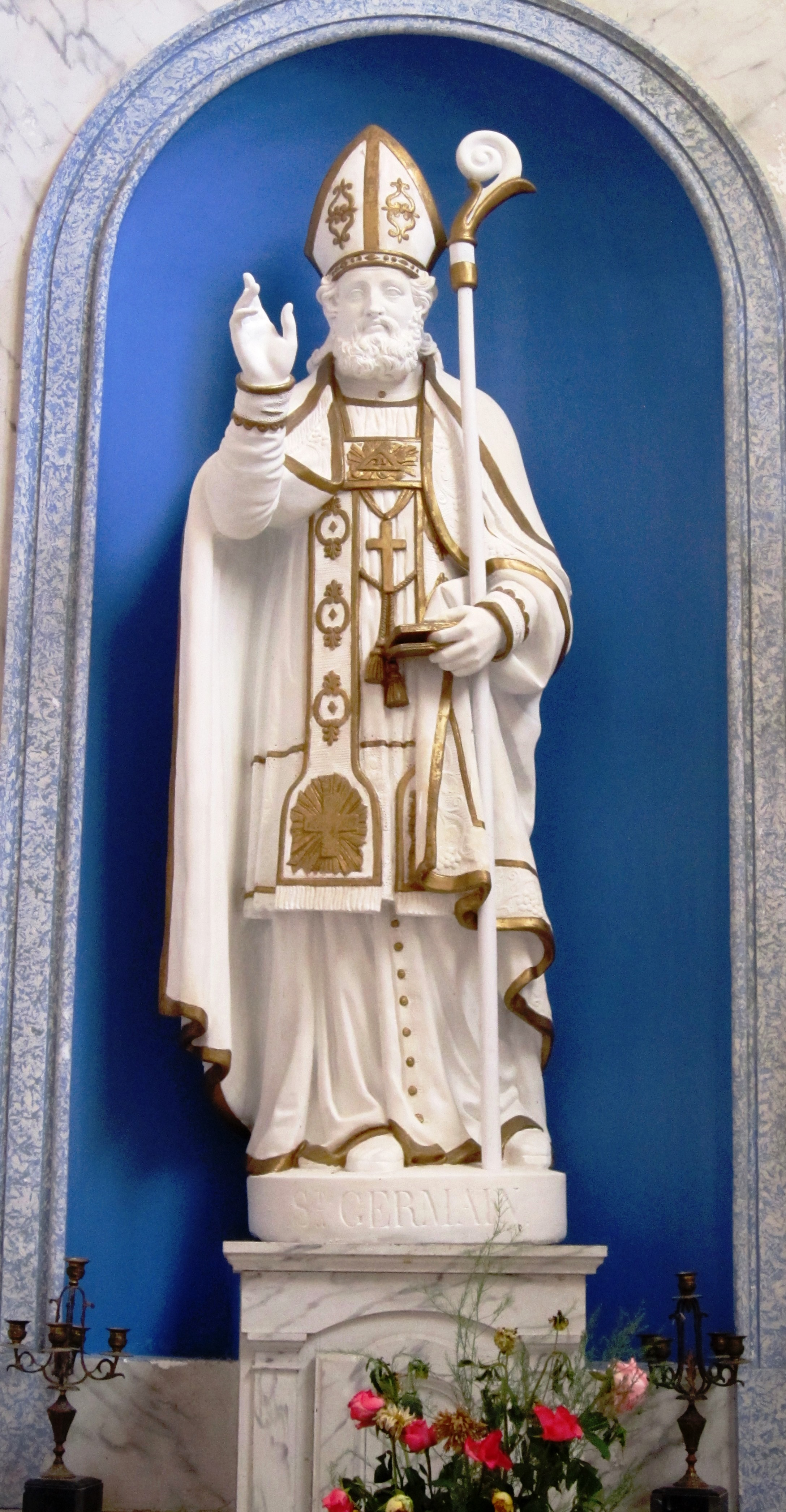
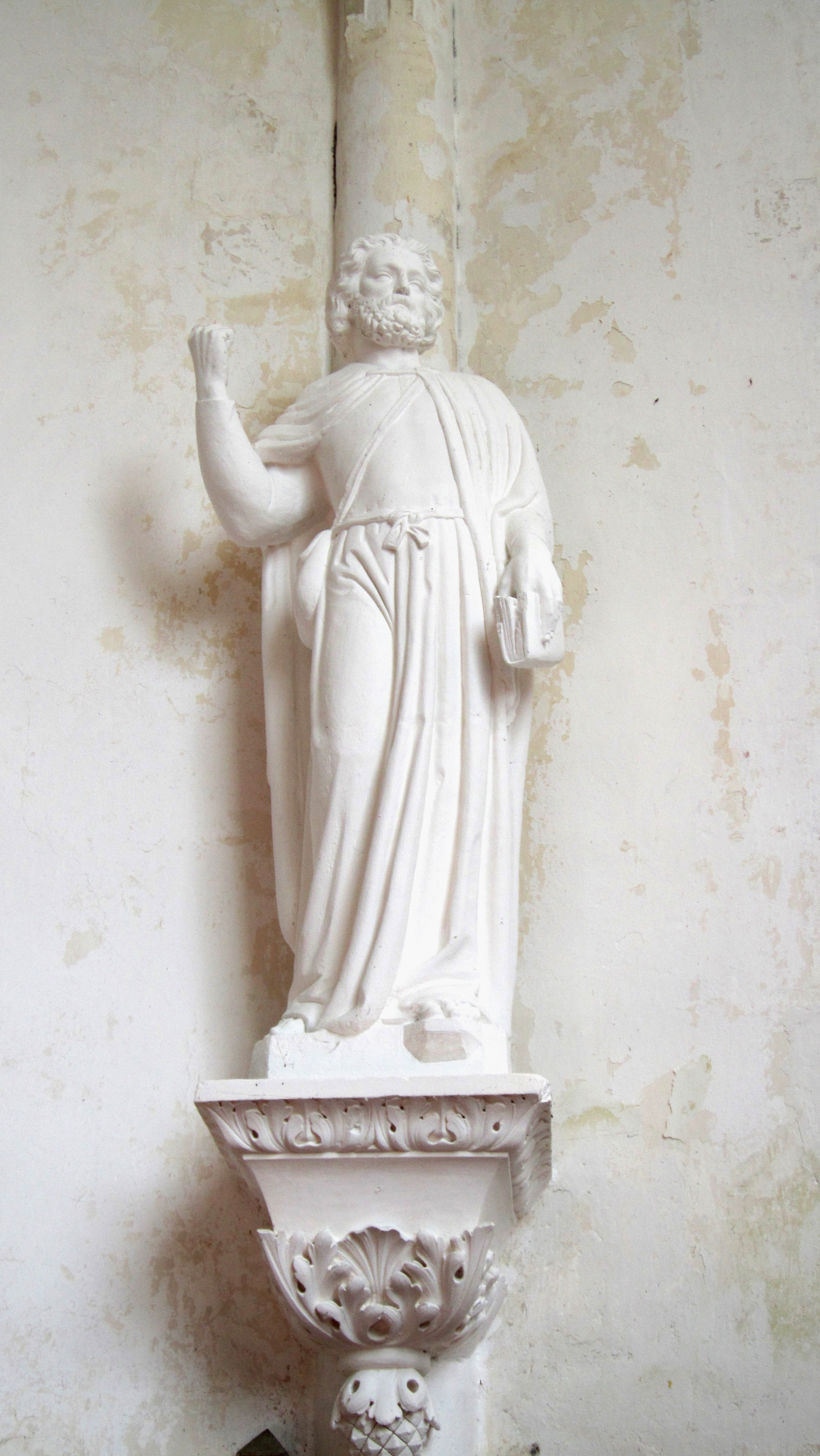

## Protection
L’église Saint-Germain-d'Auxerre est inscrite à l’inventaire des monuments historiques depuis 1925.